# Phrynobatrachus bequaerti
Phrynobatrachus bequaerti és una espècie de granota que viu a Burundi, República Democràtica del Congo, Ruanda i, possiblement també, a Uganda.
Està amenaçada d'extinció per la pèrdua del seu hàbitat natural.